# Chow Yun-fat
Chow Yun-fat (en xinès: 周潤發) nascut el 18 de maig de 1955 en Lamma Island, Hong Kong és un dels actors més coneguts internacionalment procedents d'Hong Kong juntament amb Bruce Lee, Jackie Chan, Tony Leung i Michelle Yeoh, entre d'altres.

## Biografia
Chow Yun-fat va créixer a Lamma Island, un poble pesquer als afores d'Hong Kong. Als deu anys, es va mudar amb la seva família a la ciutat. Als disset anys va abandonar l'escola per convertir-se en actor, i es va inscriure en un programa d'entrenament d'actors d'una productora de televisió local. En finalitzar, va signar un contracte amb la cadena per catorze anys. Es va fer famós protagonitzant les populars sèries Hotel i The Bund, per a aquesta cadena. La seva primera participació en el cinema va arribar de la mà de la directora Ann Hui, per protagonitzar The Story of Woo Viet. Des d'aquest moment, la seva carrera es va disparar, guanyant diversos premis com a Millor Actor. El 1986, John Woo el va escollir per al paper de Mark en A Better Tomorrow.
Després de realitzar una sèrie de comèdies romàntiques i drames, tornaria a col·laborar amb Woo en L'assassí i Hard-boiled. Aquestes històries recordaven a les pel·lícules de gángsters del cinema negre, protagonitzades per Humphrey Bogart i James Cagney. L'actuació de Chow en City on Fire de Ringo Lam, que va ser la inspiració de Quentin Tarantino per Reservoir Dogs li va fer guanyar un altre premi al Millor Actor. Després de conquistar Àsia amb més de 68 pel·lícules, Chow es va dirigir a Hollywood el 1996 per al seu primer paper en anglès en The Replacement Killers dirigida per Antoine Fuqua.

## Vida Personal
Chow s'ha casat dues vegades. En primer lloc amb Candice Yu (xinès:余安安) el 1983, qui era una actriu d'Àsia Television Ltd. Però el matrimoni no va durar molt i els dos es van separar després de nou mesos. Posteriorment, Chow es va casar a Singapur amb Jasmine Chow el 1987. Jasmine va tenir un avortament involuntari durant l'embaràs i no tenen fills. No obstant això, Chow Yun-Fat té una fillola, Celine Ng.

## Filmografia
| Any  | Títol                                       | Alternatiu            | Paper                                              | Notes                                    |
| ---- | ------------------------------------------- | --------------------- | -------------------------------------------------- | ---------------------------------------- |
| 1976 | Learned Bride Thrice Fools the Bridegroom   | 新蘇小妹三難新郎      |                                                    |                                          |
| 1976 | The Hunter, the Butterfly and the Crocodile | 撈家邪牌姑爺仔        |                                                    |                                          |
| 1976 | Reincarnation                               | 投胎人                |                                                    |                                          |
| 1976 | Massage Girls                               | 池女                  | a.k.a. Club Girl Story                             |                                          |
| 1977 | Hot Blood                                   | 入冊                  | "Ah Cheng"                                         |                                          |
| 1977 | Bed for Day, Bed for Night                  | 床上的故事            |                                                    |                                          |
| 1978 | Miss "O"                                    | O女                   | "Kuan Yen-ping"                                    |                                          |
| 1978 | Their Private Lives                         | 愛慾狂潮              | "Ko Ming-chung"                                    |                                          |
| 1980 | See-Bar                                     | 師爸                  | "Kit" a.k.a. "Chieh"                               | a.k.a. God Father                        |
| 1980 | Pembunahan Pursuit                          | 懵佬，大賊，傻偵探    | "killer"                                           |                                          |
| 1980 | Police Sir!                                 | 係咁先                | "Sergent Chu Hwa-tai"                              |                                          |
| 1980 | Joy to the World                            | 喜劇王                | "Yam Chung-lung"                                   | a.k.a. King of Comedy                    |
| 1981 | The Executor                                | 執法者                | "Ng Tao"                                           | a.k.a. Heroic Cops (cameo)               |
| 1981 | The Story of Woo Viet                       | 胡越的故事            | "Woo Viet"                                         |                                          |
| 1982 | Postman Strikes Back                        | 巡城馬                | "Fu Jun"                                           | a.k.a. Postman Fights Back               |
| 1982 | The Head Hunter                             | 獵頭                  | "Yuen Lik"                                         | a.k.a. Long Goodbye                      |
| 1983 | Last Affair                                 | 花城                  | "Kwong Ping"                                       |                                          |
| 1983 | The Bund                                    | 上海灘                | "Hui Man-keung"                                    | a.k.a. Shanghai Beach                    |
| 1983 | The Bund Part II                            | 上海灘續集            | "Hui Man-keung"                                    |                                          |
| 1983 | Blood Money                                 | 血汗金錢              | "Bullet"                                           | a.k.a. Bloody Money                      |
| 1983 | Katanyu Prakasit                            | Pel·lícula tailandesa |                                                    |                                          |
| 1984 | Love in a Fallen City                       | 傾城之戀              | "Fan Liu-yuen"                                     |                                          |
| 1984 | Hong Kong 1941                              | 等待黎明              | "Yip Kim-fei"                                      |                                          |
| 1984 | The Occupant                                | 靈氣逼人              | "Inspector Valentino Chow"                         | a.k.a. The Tenant                        |
| 1985 | Dona                                        | 女人心                | "Derek Sun"                                        |                                          |
| 1985 | Why Me?                                     | 何必有我?             | "Mr Chow"                                          |                                          |
| 1986 | Witch from Nepal                            | 奇緣                  | "Joe"                                              | a.k.a. Nepal Affair                      |
| 1986 | Love Unto Waste                             | 地下情                | "Inspector Lan"                                    |                                          |
| 1986 | Missed Date                                 | 初一十五              | "Peter"                                            |                                          |
| 1986 | Dream Lovers                                | 夢中人                | "Song Yu"                                          |                                          |
| 1986 | A Better Tomorrow                           | 英雄本色              | "Mark "Gor" Lee"                                   |                                          |
| 1986 | The Seventh Curse                           | 原振俠與衛斯理        | "Wisely"                                           |                                          |
| 1986 | Rose                                        | 玫瑰的故事            | "Charles" "Ka-ming"                                | a.k.a. Story of Rose aka Lost Romance    |
| 1986 | The Lunatics                                | 癲佬正傳              | "Chung"                                            |                                          |
| 1986 | 100 Ways to Murder Your Wife                | 殺妻二人組            | "Fa"                                               | a.k.a. Killing Wives Softly              |
| 1986 | A Hearty Response                           | 義蓋雲天              | "Ho Ting-pong"                                     |                                          |
| 1986 | My Will, I Will                             | 你情我願              | a.k.a. You Want, I Want                            |                                          |
| 1987 | Emergència (City on Fire)                   | 龍虎風雲              | "Ko Chow"                                          |                                          |
| 1987 | Spiritual Love                              | 鬼新娘                | "Pu Yung-tsai"                                     | a.k.a. Phantom Bride                     |
| 1987 | Flaming Brothers                            | 江湖龍虎門            | "Cheung Ho-tin"                                    | a.k.a. The Flame Brothers                |
| 1987 | Scared Stiff                                | 小生夢驚魂            | "Inspector Chow"                                   |                                          |
| 1987 | An Autumn's Tale                            | 秋天的童話            | "Samuel Pang"                                      |                                          |
| 1987 | Tragic Hero                                 | 英雄好漢              | "Lee Ah-chai"                                      |                                          |
| 1987 | Brotherhood                                 | 義本無言              | "Fai"                                              | a.k.a. Code of Honor aka Triad Savages   |
| 1987 | Prison on Fire                              | 監獄風雲              | "Chung Tin-ching"                                  |                                          |
| 1987 | Rich and Famous                             | 江湖情                | "Boss Lee Ah-chai"                                 |                                          |
| 1987 | A Better Tomorrow 2                         | 英雄本色續集          | "Ken Lee"                                          |                                          |
| 1987 | The Romancing Star                          | 精裝追女仔            | "Fred Wong Yat-fat"                                |                                          |
| 1988 | City War                                    | 義膽紅唇              | "Dick Lee"                                         |                                          |
| 1988 | Goodbye My Friend                           | 再見英雄              |                                                    |                                          |
| 1988 | The Eighth Happiness                        | 八星報喜              | "Fong Kim-long"                                    |                                          |
| 1988 | Fractured Follies                           | 長短腳之戀            | "Joe Leung"                                        |                                          |
| 1988 | The Romancing Star II                       | 精裝追女仔之2         | "Fred Wong Yat-fat" a.k.a. "Big Mouth Fat" (cameo) |                                          |
| 1988 | Tiger on Beat                               | 老虎出更              | "Sergent Francis Li"                               | a.k.a. Tiger on the Beat                 |
| 1988 | The Greatest Lover                          | 公子多情              | "Qian-jin" a.k.a. "Nelson Chow"                    |                                          |
| 1988 | Cherry Blossoms                             | 郁達夫傳奇            | "Yu Ta-fu (adult)"                                 | a.k.a. Legend of Yu Ta-fu                |
| 1988 | Diary of a Big Man                          | 大丈夫日記            | "Chow Ting-fat"                                    |                                          |
| 1989 | All About Ah-Long                           | 阿郎的故事            | "Ah-Long" coguionista                              |                                          |
| 1989 | The Killer                                  | 喋血雙雄              | "Jong"                                             |                                          |
| 1989 | A Better Tomorrow 3                         | 英雄本色III夕陽之歌   | "Mark "Gor" Lee"                                   |                                          |
| 1989 | God of Gamblers                             | 賭神                  | "Ko Chun"                                          |                                          |
| 1989 | Triads: The Inside Story                    | 我在黑社會的日子      | "Lee Man-ho"                                       |                                          |
| 1989 | Wild Search                                 | 伴我闖天涯            | "Sergent Lau Chun-pong"                            |                                          |
| 1990 | The Fun, the Luck & the Tycoon              | 吉星拱照              | "Lam Bo-sang" "Stink"                              | Chow va fer dos papers.                  |
| 1991 | Once a Thief                                | 縱橫四海              | "Joe"                                              |                                          |
| 1991 | Prison on Fire II                           | 監獄風雲II逃犯        | "Chung Tin-ching"                                  |                                          |
| 1992 | Now You See Love, Now You Don't             | 我愛扭紋柴            | "Ng San-shui"                                      | a.k.a. Now You See It, Now You Don't     |
| 1992 | Hard Boiled                                 | 辣手神探              | "Tequila Yuen"                                     |                                          |
| 1992 | Full Contact                                | 俠盜高飛              | "Jeff" a.k.a. "Ko Fei"                             |                                          |
| 1994 | God of Gamblers Returns                     | 賭神2                 | "Ko Chun"                                          | a.k.a. The Return of the God of Gamblers |
| 1994 | Treasure Hunt                               | 花旗少林              | "Jeffrey Cheung Ching"                             |                                          |
| 1995 | Peace Hotel                                 | 和平飯店              | "Wong A-ping" / "killer" coguionista               |                                          |
| 1998 | The Replacement Killers                     | "John Lee"            |                                                    |                                          |
| 1999 | The Corruptor                               | "Nick Chen"           |                                                    |                                          |
| 1999 | Anna and the King                           | 安娜与国王            | "King Mongkut"                                     |                                          |
| 2000 | Crouching Tiger, Hidden Dragon              | 臥虎藏龍              | "Li Mu-bai"                                        |                                          |
| 2003 | El monjo (Bulletproof Monk)                 | "Monjo sense nom"     |                                                    |                                          |
| 2005 | Waiting Alone                               | 独自等待              | "Ge Fa" (cameo)                                    |                                          |
| 2006 | The Postmodern Life of My Aunt              | 姨媽的後現代生活      | "Pan Zhichang"                                     |                                          |
| 2006 | Curse of the Golden Flower                  | 滿城盡帶黃金甲        | "Emperador Ping"                                   |                                          |
| 2007 | Pirates of the Caribbean: At World's End    | "Capità Sao Feng"     |                                                    |                                          |
| 2008 | The Children of Huang Shi                   | 黄石的孩子            | "Chen Hansheng"                                    | a.k.a. The Bitter Sea                    |
| 2009 | Dragonball Evolution                        | 龙珠进化              | "Muten Roshi"                                      |                                          |
| 2009 | The Founding of a Republic                  | 建国大业              | "Yuan Shikai" (cameo)                              |                                          |
| 2010 | Confucius                                   | 孔子                  | "Confucius"                                        |                                          |
| 2010 | Shanghai                                    | 谍海风云              | "Anthony Lan-Ting"                                 |                                          |
| 2010 | Let the Bullets Fly                         | 让子弹飞              | Master Huang                                       |                                          |
| 2011 | The Founding of a Party                     | 建党伟业              | "Yuan Shikai"                                      |                                          |
| 2012 | The Assassins                               | 铜雀台                | "Cao Cao"                                          |                                          |
| 2012 | The Last Tycoon                             | 大上海                | "Cheng Daqi"                                       |                                          |
| 2014 | From Vegas to Macau                         | 賭城風雲              | "Ken" / "Ko Chun"                                  | Chow va fer dos papers.                  |
| 2014 | The Monkey King                             | 大鬧天宮              | "Jade Emperador"                                   |                                          |
| 2015 | From Vegas to Macau II                      | 賭城風雲II            | "Ken" / "Ko Chun"                                  | Chow va fer dos papers.                  |
| 2015 | Office                                      | 華麗上班族            | "Ho Chung-ping"                                    |                                          |
| 2016 | From Vegas to Macau III                     | 賭城風雲III           | "Ken"/ "Ko Chun"                                   | Chow va fer dos papers.                  |
| 2016 | Cold War 2                                  | 寒戰2                 | "Kan Ngo-wai"                                      | [ 1 ]                                    |
| 2018 | Project Gutenberg                           | 無雙                  | "Painter"                                          |                                          |